# Norbert Keil
Norbert Keil (* 17. Februar 1972 in Ulm) ist ein deutscher Filmregisseur, Drehbuchautor und Filmproduzent.

## Leben
Norbert Keil machte das Abitur am Neu-Ulmer Bertha-von-Suttner-Gymnasium und ging dann nach München. Nach eigener Aussage besuchte er nie eine Filmschule, sondern orientierte sich an Quentin Tarantinos Rat: „If you want to make films, watch films. If you want to write books, read books.“ („Wenn du Filme machen willst, schaue Filme an. Wenn du Bücher schreiben willst, lies Bücher.“).
Sein erster, der Öffentlichkeit zugänglicher Film entstand 1999. Der 14-minütige Horrorkurzfilm Viergeteilt im Morgengrauen mit Minh-Khai Phan-Thi, Florian Wagner und Michou Pascale Anderson wurde bei der Aquarius Filmproduktion produziert; Produzent war Roland Lippoldmüller und die Filmmusik schrieb Philipp F. Kölmel. Der Film wurde bei der Midnight Madness auf dem Toronto International Film Festival gezeigt, wurde auf der deutschen Filmverleih-DVD von Scream 3 als Extra veröffentlicht und lief im Vorprogramm der deutschen Kinos bei der Aufführung von Scream 3. 2004 schnitt Keil für den überwiegend als Produzent tätigen Jörg Bauer dessen Dokumentarkurzvideofilm Welcome to Werewolfland und ein Jahr später die Videokurzdokumentation Chatting with Eli Roth.
2001 gründete er in München die Produktionsfirma Trailerhaus GmbH, die mittlerweile eine Filiale in Berlin hat und die er mit Wolf Hohl führt. Schwerpunkt des Unternehmens ist die Entwicklung und Fertigung von Kinotrailern und Fernsehwerbespots.
Im Oktober 2005 erschien mit dem Titel … von wegen! sein erster Kinofilm, in dem wieder Florian Wagner sowie Luise Bähr, Friederike Kempter, Thomas Gumpert und Wolfgang S. Zechmayer zu sehen waren. Wagner ist auch als Sänger auf dem Soundtrack zu … von wegen! vertreten; die Filmmusik stammt von Thomas Hofmann. In dem 26-minütigen Film spielte unter anderem Steffen Nowak, Oliver Scheffel und in einer Nebenrolle Sepp Schauer mit.
Am 8. August 2006 heiratete Norbert Keil die Drehbuchautorin Nadine Sabrina Keil (* 1983), mit der er zusammen das Drehbuch für die gemeinsame Kurzfilm-Produktion Badewanne zum Glück (2009) schrieb und auch zusammen mit ihr Regie führte. Mit dem 26-minütigen mehrfach prämierten Film wurde das Paar zu über 40 Festivals weltweit eingeladen. Nadine Keil unterstützte auch als Regieassistentin bei Norbert Keils 4-minütigem englischsprachigen Horrorkurzfilm Twisted mit Lilly Forgách und Philipp Moschitz, der sein Debüt im August 2012 in den Vereinigten Staaten hatte.
Am 11. April 2017 feierte Keil mit der Weltpremiere seines Streifens Replace beim Brussels International Fantastic Film Festival sein Debüt mit seiner ersten englischsprachigen Langproduktion. Das Drehbuch für den Horrorstreifen schrieb er gemeinsam mit dem Muttersprachler Richard Stanley. Der Film mit Rebecca Forsythe, Lucie Aron, Barbara Crampton, Sean Knopp, Adnan Maral und Agnes Kiyomi Decker wurde vom FilmFernsehFonds Bayern gefördert und wurde 2017 auch beim Los Angeles Film Festival, beim FrightFest in London, beim 39. Internationalen Filmfestival Moskau, beim L'Etrange Festival in Paris, beim Fantasia International Film Festival in Montreal und beim Bucheon International Fantastic Film Festival gezeigt.
Im September 2016 gründete er mit seiner Frau ein weiteres Unternehmen, die Wunderbar Film Verwaltungs GmbH mit Sitz in München.

## Filmografie (Auswahl)
- 1999: Viergeteilt im Morgengrauen (Horrorkurzfilm; Drehbuch und Regie)
- 2004: Welcome to Werewolfland (Schnitt; Regie: Jörg Bauer)
- 2005: Chatting with Eli Roth (Schnitt; Regie: Jörg Bauer)
- 2005: … von wegen! (Spielfilm; Drehbuch, Regie, Schnitt und Produktion)
- 2009: Badewanne zum Glück (Kurzfilm; Drehbuch, Regie und Schnitt)
- 2012: Twisted (Horrorkurzfilm; Drehbuch und Regie)
- 2017: Replace (Horrorthriller; Drehbuch und Regie)